# Hear My Name
«Hear My Name» — перший сингл від Арманд Ван Гельдена з його п'ятого альбому, New York: A Mix Odessey, і шостого альбому, Nympho. Цей трек містить вокал дуету Сполдінг Раквелл. Він також виступив кліп за участю жіночого дуету Сполдінг Роквелл.

## Трек-лист
Австралійський CD сингл
1. Hear My Name (Radio Edit)
2. Hear My Name (Original 12' Mix)
3. Hear My Name (Solid Groove Hear My Rub Mix)
4. Hear My Name (Solid Groove Hear My Dub Mix)

## Графік
Сингл посів наступні місця у чартах.
| Чарт (2004)                            | Топ позиція |
| -------------------------------------- | ----------- |
| Італія (FIMI)                          | 58          |
| UK Singles (Official Charts Company)   | 34          |
| US Billboard Hot Dance Music/Club Play | 7           |

## Історія випуску
| Країна    | Дата Виходу   | Формат   | Мітки | Каталог  |
| --------- | ------------- | -------- | ----- | -------- |
| Австралія | 7 червня 2004 | CD Сингл | Epic  | 674998.2 |